# Pałac w Bąkowie
Pałac w Bąkowie (niem. Schloss Bankau) – zabytkowy pałac we wsi Bąków (powiat kluczborski).
W 1785 majątek nabył Ernest von Bethusy. Po jego śmierci dobra odziedziczył Heinrich Siegmund von Bethusy, a następnie Eduard Georg von Bethusy. W 1859 członkom tej rodziny pozwolono na dodanie do nazwiska starodawnego członu Huc. Eduard Georg von Bethusy przyczynił się do powstania i wyglądu obecnego pałacu.
Od frontu budynek posiada ryzalit zwieńczony frontonem, w którym znajduje się kartusz z herbem  von Bethusy Huc.
Obiekt jest częścią zespołu pałacowego z pierwszej połowy XIX w., w skład którego wchodzi jeszcze park.

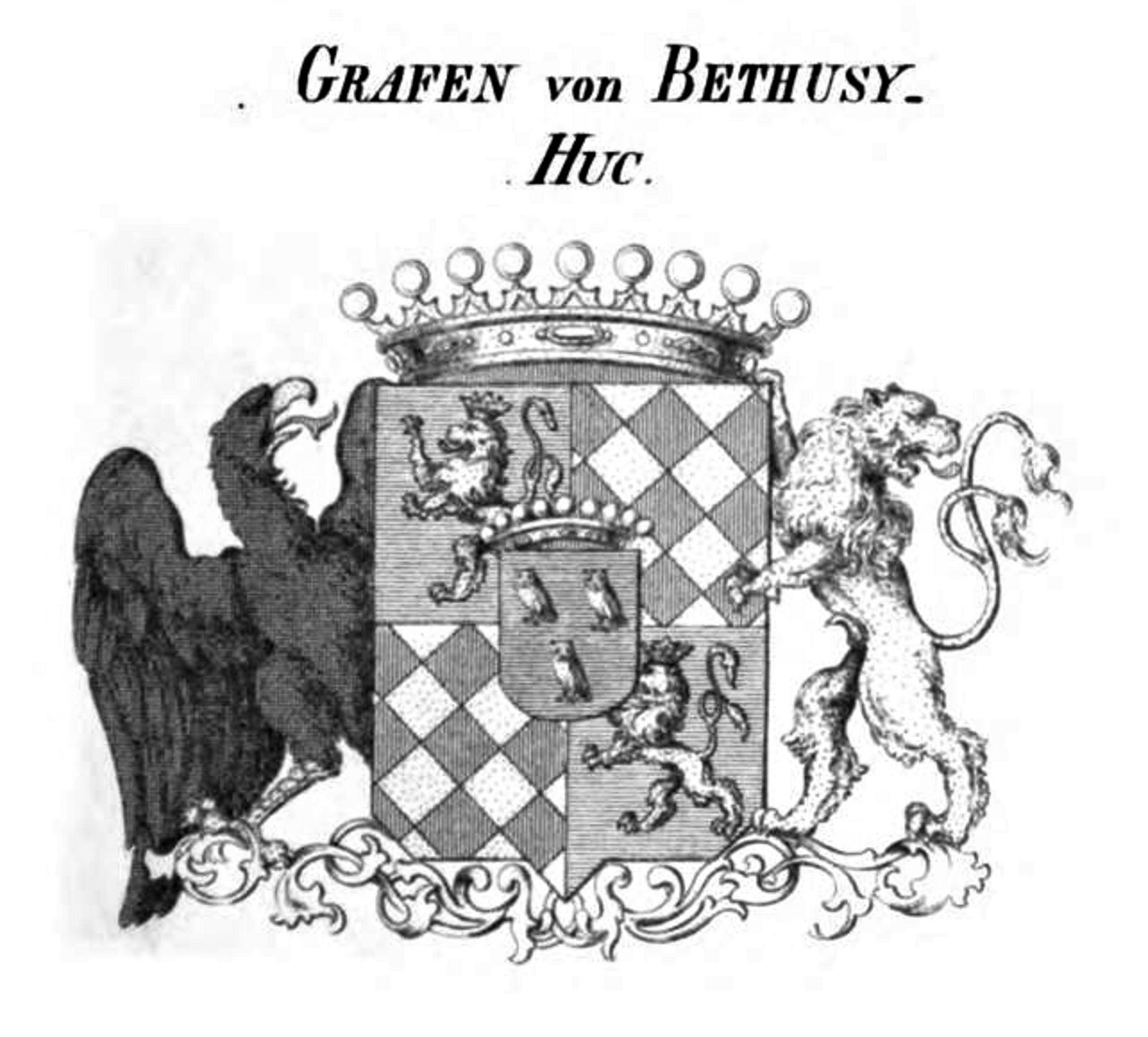
Herb v. Bethusy Huc na frontonie